# Processo empírico
Em teoria das probabilidades, um processo empírico é um processo estocástico que descreve a proporção de objetos em um sistema em um dado estado. Para um processo em um espaço de estados discreto, uma cadeia de Markov populacional de tempo contínuo ou modelo populacional de Markov é um processo que conta o número de objetos em um dado estado (sem reescalonamento). Na teoria de campo médio, teoremas do limite (conforme o número de objetos se torna grande) são considerados e generalizam o teorema central do limite para medidas empíricas. Aplicações da teoria dos processos empíricos surgem na estatística não paramétrica.

## Definição
Para variáveis aleatórias independentes e identicamente distribuídas {\displaystyle X_{1},X_{2},\cdots ,X_{n}} em {\displaystyle \mathbb {R} } com função distribuição acumulada comum {\displaystyle F(x)}, a função distribuição empírica é definida por:
{\displaystyle F_{n}(x)={\frac {1}{n}}\sum _{i=1}^{n}I_{(-\infty ,x]}(X_{i}),}
em que {\displaystyle I_{C}} é a função indicadora do conjunto {\displaystyle C}.
Para todo {\displaystyle x} fixo, {\displaystyle F_{n}(x)} é uma sequência de variáveis aleatórias que converge a {\displaystyle F(x)} quase certamente pela lei forte dos grandes números, isto é, {\displaystyle F_{n}} converge pontualmente a {\displaystyle F}. O matemático ucraniano Valery Glivenko e o matemático italiano Francesco Paolo Cantelli fortaleceram este resultado ao provar a convergência uniforme de {\displaystyle F_{n}} a {\displaystyle F} pelo teorema de Glivenko–Cantelli.

Uma versão centralizada e escalonada da medida empírica é a medida sinalizada:
{\displaystyle G_{n}(A)={\sqrt {n}}(P_{n}(A)-P(A)).}
Isto induz um mapa sobre as funções mensuráveis {\displaystyle f} dado por:
{\displaystyle f\mapsto G_{n}f={\sqrt {n}}(P_{n}-P)f={\sqrt {n}}\left({\frac {1}{n}}\sum _{i=1}^{n}f(X_{i})-\mathbb {E} f\right).}
Pelo teorema central do limite, {\displaystyle G_{n}(A)} converge em distribuição a uma variável aleatória normal {\displaystyle N(0,P(A)(1-P(A)))} para um conjunto mensurável fixo {\displaystyle A}. De forma semelhante, para uma função fixa {\displaystyle f}, {\displaystyle G_{n}f} converge em distribuição a uma variável aleatória normal {\displaystyle N(0,\mathbb {E} (f-\mathbb {E} f)^{2})}, desde que {\displaystyle \mathbb {E} f} e {\displaystyle \mathbb {E} f^{2}}.
{\displaystyle {\bigl (}G_{n}(c){\bigr )}_{c\in {\mathcal {C}}}} é um processo empírico indexado por {\displaystyle {\mathcal {C}}}, uma coleção de subconjuntos mensuráveis de {\displaystyle S}.
{\displaystyle {\bigl (}G_{n}f{\bigr )}_{f\in {\mathcal {F}}}}  é um processo empírico indexado por {\displaystyle {\mathcal {F}}}, uma coleção de funções mensuráveis de {\displaystyle S} a {\displaystyle \mathbb {R} }.
Um resultado significante na área dos processos empíricos é o teorema de Donsker. Isto levou a um estudo das classes de Donsker: conjuntos de funções com a útil propriedade de processo empíricos indexados por estas classes que convergem fracamente a um certo processo gaussiano. Ainda que se possa mostrar que classes de Donsker são classes de Glivenko–Cantelli, o contrário não é verdadeiro em geral.

## Exemplo
Como um exemplo, considere funções distribuição empírica. Para variáveis aleatórias independentes e identicamente distribuídas de valores reais {\displaystyle X_{1},X_{2},\cdots ,X_{n}}, elas são dadas por:
{\displaystyle F_{n}(x)=P_{n}((-\infty ,x])=P_{n}I_{(-\infty ,x]}.}
Neste caso, processos empíricos são indexados por uma classe {\displaystyle {\mathcal {C}}=\{(-\infty ,x]:x\in \mathbb {R} \}.}. Mostrou-se que {\displaystyle {\mathcal {C}}} é uma classe de Donsker em particular.
{\displaystyle {\sqrt {n}}(F_{n}(x)-F(x))} converge fracamente em {\displaystyle \ell ^{\infty }(\mathbb {R} )} a uma ponte browniana {\displaystyle B(F(x))}.